# Blow-off ventil

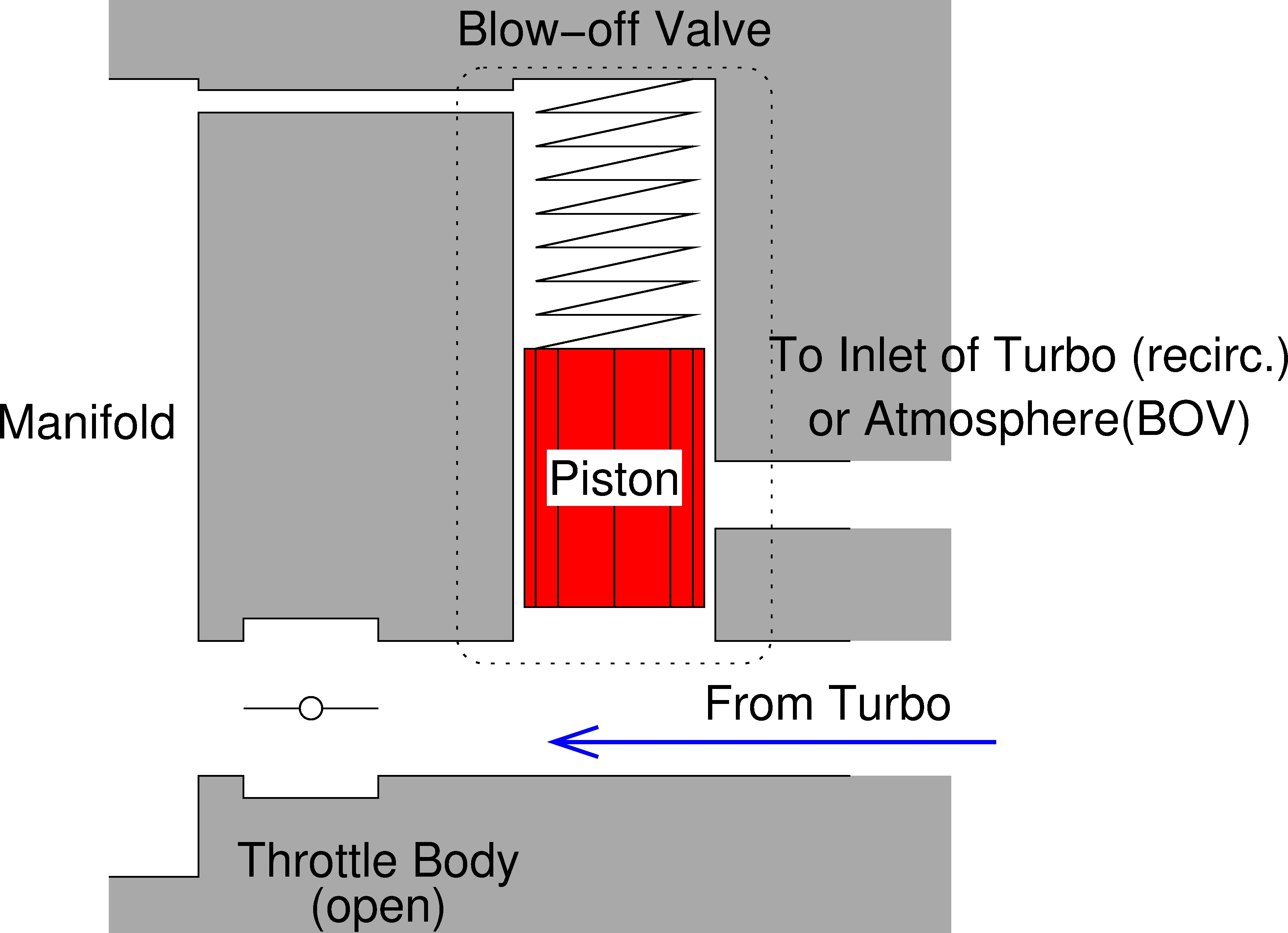
Když je škrticí klapka otevřená na obou stranách pístu blow-off ventilu, je tlak stejný jako síla pružiny, která tlačí píst dolů

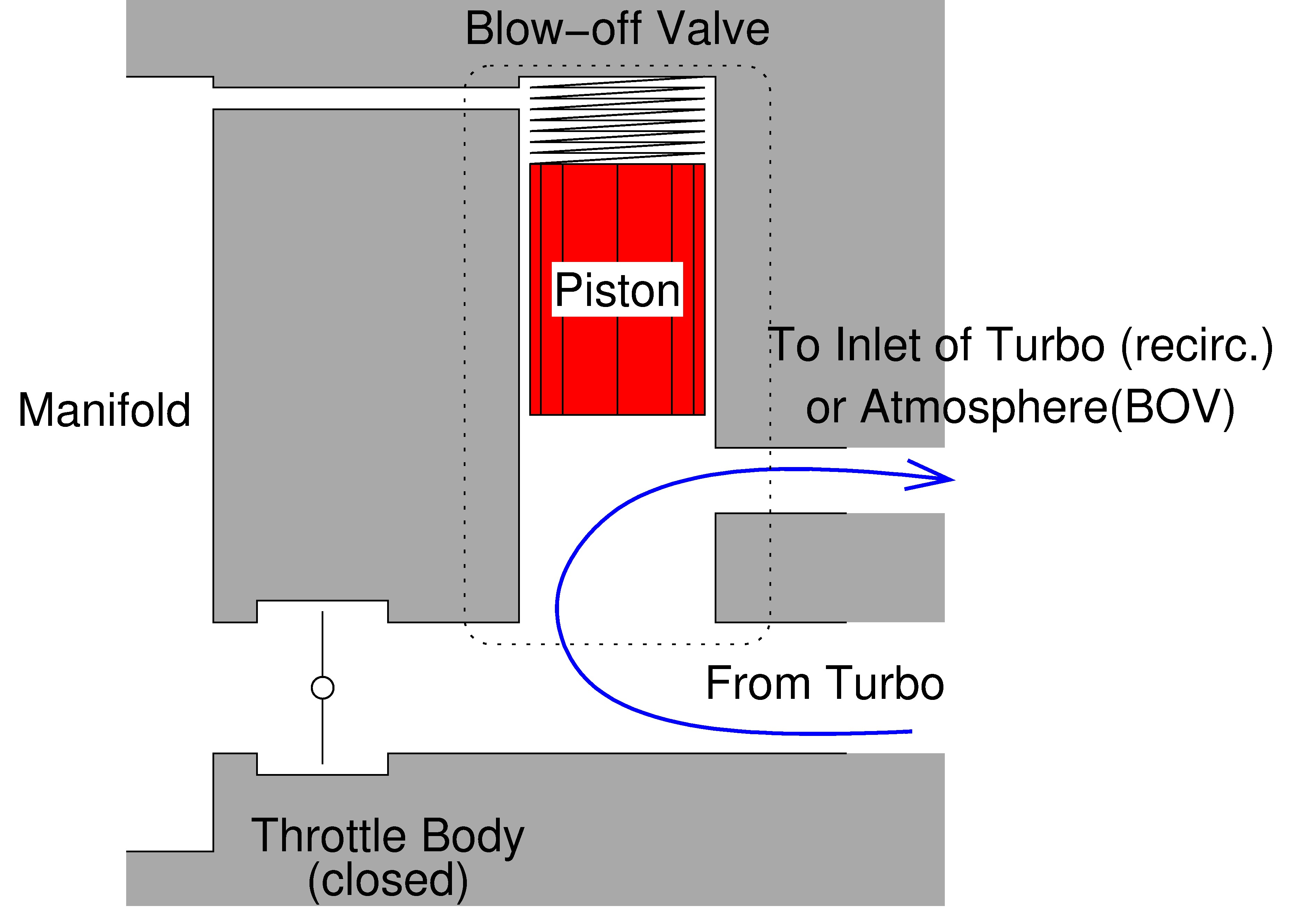
Když je škrticí klapka zavřená je v sacím potrubí za klapkou podtlak. V kombinaci se stlačeným vzduchem z turbodmychadla tak tlačí píst ventilu nahoru, a otevře tak tlaku výstup do atmosféry nebo zpět na vstup turbodmychadla

Blow-off ventil (BOV), bypass ventil nebo dump ventil je ventil uvolňující tlak ve většině turbodmychadlem přeplňovaných zážehových motorů. Jeho účelem je zamezit vysokému tlaku mezi turbodmychadlem a škrticí klapkou a snižuje tak opotřebení motoru a turbodmychadla. Blow-off ventil pomáhá vyprázdnit prostor mezi turbodmychadlem a škrticí klapkou tím, že stlačený vzduch vypouští do okolí, přičemž vzniká charakteristické syčení nebo pískot.

## Princip práce
Blow-off ventil je spojen přes podtlakovou hadici se sacím potrubím za škrticí klapkou. Když je škrticí klapka zavřená, relativní tlak v sacím potrubí klesne pod úroveň atmosférického tlaku, a výsledné rozdílné tlaky ovládají píst blow-off ventilu. Nadměrný tlak z turbodmychadla je tak uvolněn do atmosféry nebo je zpětně přiváděn na vstup turbodmychadla.